# Tsugumomo
Tsugumomo (japanisch つぐもも) ist ein Manga von Yoshikazu Hamada, der seit 2007 veröffentlicht wird. Eine Anime-Serie wird seit April 2017 ausgestrahlt, auch deutsch untertitelt auf Crunchyroll.

## Handlung
Kazuya Kagamis (加賀見 一也) größter Schatz ist der Obi seiner verstorbenen Mutter Kanaka (加賀見 奏歌), den er immer bei sich trägt. Eines Tages wird er auf dem Schuldach von einer Mitschülerin angegriffen und vom Dach gestoßen. Sein nahender Sturz in den Tod wird jedoch von seinem Obi verhindert, der sich in ein Mädchen verwandelt. Sie stellt sich als Tsukumogami (Artefaktgeist) Kiriha (桐葉) vor und informiert ihn das sein Angreifer von einem Amasogi (あまそぎ) besessen ist. Während Tsukumogami Gegenstände sind die nach 100 Jahren intensiven menschlichen Kontakts Intelligenz und menschliche Form erworben haben, sind Amasogi Gegenstände die durch eine intensive Begierde ihres menschlichen Besitzers in kurzer Zeit lebendig wurden, nur dieser Begierde folgen und schließlich von dem Menschen selbst Besitz ergreifen.
Von nun an kämpft Kazuya gegen Amasogi und nutzt dabei Kirihas Kräfte, die als Obi beliebige Formen annehmen kann. Später wird er Exorzist für die Schutzgöttin (ubusunagami) seiner Stadt, Kukurihime.

## Veröffentlichung
Yoshikazu Hamada der zuvor die Comics zu Replays von Shin Sword World RPG zeichnete, begann mit Tsugumomo sein erstes eigenes professionell veröffentlichtes Werk. Die Serie startete zuerst als Webmanga im Online-Mangamagazin Comic Seed! (Ausgabe 12/2007) des Verlags Futabasha, wechselte nach dessen Einstellung mit Ausgabe 7/2008 zu dessen seit 20. August 2008 erscheinenden Nachfolger Web Comic High!, wo es bis zum 20. März 2013 veröffentlicht wurde. Danach wechselte Tsugumomo in das seit dem 25. Mai 2013 (Ausgabe 7/2013) erscheinende Printmagazin Gekkan Action als Teil des Eröffnungsrepertoires, wo es seitdem erscheint. Die Kapitel wurden auch in bisher 19 Sammelbänden (Tankōbon) zusammengefasst. Zudem erschien am 11. März 2017 der Sonderband Tsugumomo 18.5: Kōshiki Guidebook.
Yoshikazu Hamada livestreamt seine Arbeit am Manga beinahe täglich, ursprünglich auf dem Videoportal Ustream, heute auf FC2 Dōga.
Tsugumomo gehörte 2011 zum Eröffnungsrepertoire der Manga-Vertriebs-Plattform JManga, die noch nicht auf Englisch erschienene Manga vertrieb. Bis zu deren Einstellung 2013 wurden zwei Bände von Tsugumomo verlegt.

## Anime
Studio Zero-G adaptierte das Werk als Anime-Fernsehserie. Regie führte Ryōichi Kuraya, die künstlerische Leitung lag bei Ken’ichi Tajiri und das Charakterdesign stammt von Kiyotaka Nakahara. Die erste Folge wurde am 2. April 2017 auf Animax ausgestrahlt, wobei die Folgen auch jeweils einen Tag später auf BS11 und Tokyo MX folgen. Insgesamt sind 12 Episoden geplant. Crunchyroll streamt die Serie in Nordamerika, Australien, Afrika und Europa, u. a. mit deutschen Untertiteln.

### Synchronisation
| Rolle          | japanischer Sprecher (Seiyū) |
| -------------- | ---------------------------- |
| Kazuya Kagami  | Yūko Sanpei                  |
| Kiriha         | Naomi Ōzora                  |
| Kasumi Kagami  | Ayana Taketatsu              |
| Kukuri         | Yurika Kubo                  |
| Kokuyō         | Eriko Matsui                 |
| Sunao Sumeragi | Yō Taichi                    |
| Kanaka Kagami  | Kotono Mitsuishi             |

### Musik
Die Serienmusik wurde von Yasuharu Takanashi komponiert. Der Vorspanntitel Metamoriser wurde von Q-MHz komponiert und getextet sowie von Band Janai mon! gesungen. Der Abspanntitel I4U wurde von Hitoshi Fujima komponiert, von Rucca getextet und von Michi gesungen.